# Tarek Abou Al Dahab
Tarek Abou Al Dahab, né le 25 décembre 1939 à Beyrouth, est un coureur cycliste libanais. 

## Biographie
Tarek Abou Al Dahab commence à s'intéresser au cyclisme dès son plus jeune âge. Durant son enfance, il utilise régulièrement son vélo pour se rendre à l'école, en compagnie de sa sœur. Il est remarqué par Joseph Ghulam, dirigeant d'un club cycliste de Beyrouth, qui l'invite à rejoindre son équipe. Sur ses terres natales, il participe à ses premières courses vers 1956,. 
En 1959, il parvient à terminer sixième de l'épreuve en ligne des Jeux méditerranéennes, derrière cinq espagnols. Grâce à cette performance, il est remarqué par des cyclistes de la sélection française, qui l'enjoignent à venir courir en France. Il court ainsi durant plusieurs saisons chez les amateurs en région parisienne, tout en occupant un emploi à la poste. Actif chez les amateurs, il remporte le Prix de Clermont-Ferrand en 1961, et aussi une épreuve disputée à Évreux en 1963. Il finit par ailleurs 34e du championnat du monde amateurs en 1962, ou encore huitième d'une étape de la Course de la Paix en 1964. 
Au milieu des années 1960, il revient au Liban, où il ouvre son propre magasin de cycles. Toujours compétitif, il est sacré champion national à cinq reprises. Il prend également part aux Jeux de olympiques de 1968 et 1972, où il est aligné sur route et sur piste,.